# Lasarew-Gebirge
Das Lasarew-Gebirge (russisch Горы Лазарева Gory Lasarewa) ist ein etwa 40 km langer Gebirgszug an der Oates-Küste des ostantarktischen Viktorialands. Es ragt entlang des Matussewitsch-Gletschers südlich des Eld Peak auf.
Erste Luftaufnahmen des Gebiets stammen von der Operation Highjump (1946–1947). Weiterführende Untersuchungen folgten durch die 2. Sowjetische Antarktisexpedition (1956–1958) und die Australian National Antarctic Research Expeditions im Jahr 1959. Teilnehmer der sowjetischen Expedition benannten das Gebirge nach Michail Petrowitsch Lasarew (1788–1851), Kommandant der Fregatte Mirny während der ersten russischen Antarktisexpedition (1819–1921) unter der Leitung von Fabian Gottlieb von Bellingshausen.